# August von Pückler

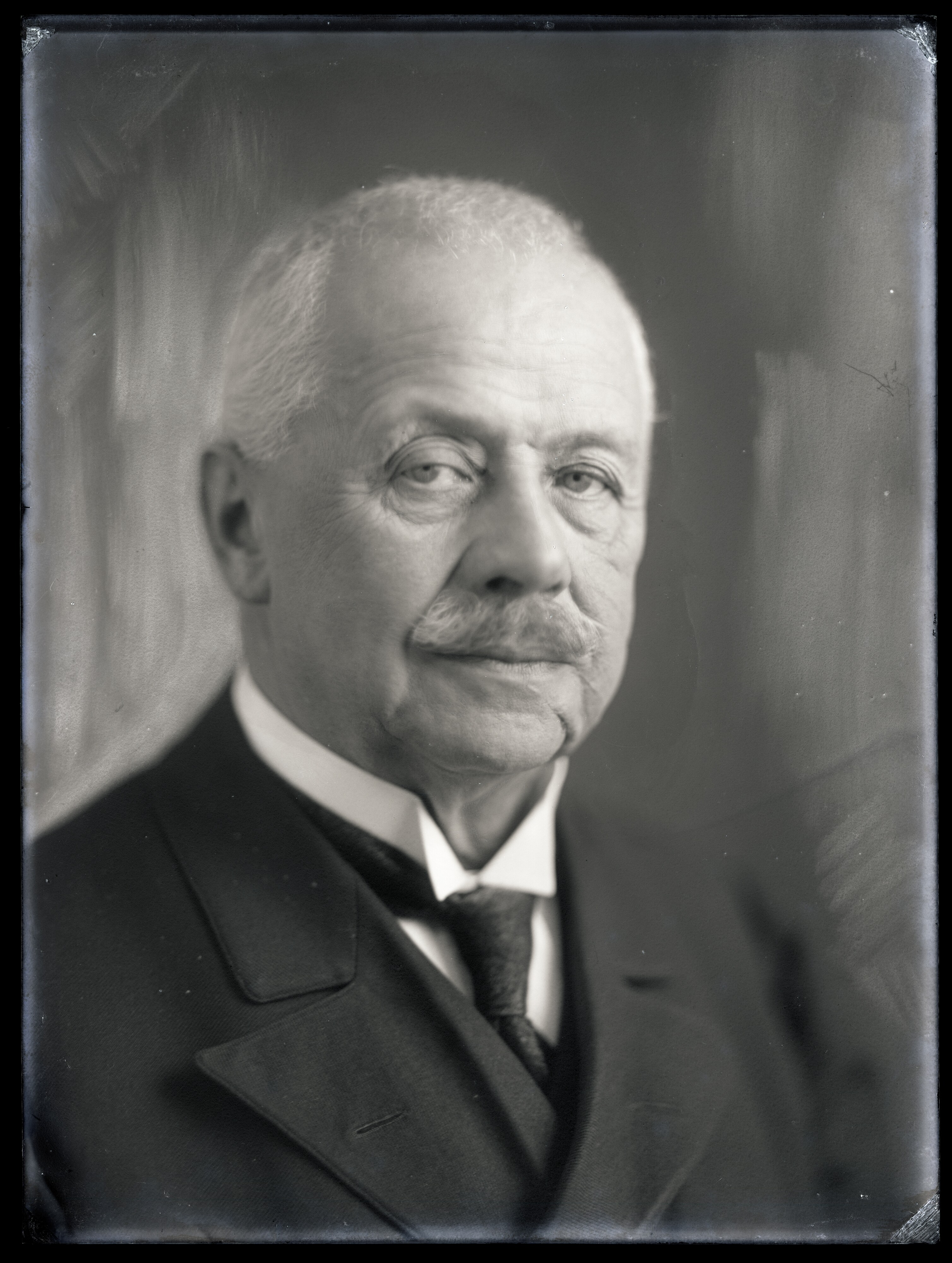
August von Pückler

Karl Heinrich Georg August Graf von Pückler (* 25. Juli 1864 in Schönfeld, Schlesien; † 6. März 1937 in Branitz) auf Branitz und Groß Döbbern war ein preußischer Beamter. Er leitete als Regierungspräsident den Regierungsbezirk Erfurt von 1918 bis 1920.

## Leben
Seine Eltern waren Heinrich Graf von Pückler auf Branitz (* 1835; † 1897) und Louise Marie Henriette de Constant-Rebecque (* 3. März 1835; † 21. Dezember 1921). Die Mutter Besitzerin des Schlosses Mézery in der Schweiz.
Graf von Pückler besuchte das Gymnasium in Cottbus, die Klosterschule in Ilfeld und mit allen seinen Brüdern die Ritterakademie in Brandenburg. Er studierte an den Universitäten Bonn und Berlin und wurde 1885 Mitglied des Corps Borussia Bonn.
1897 erbte August das Gut Kahren mit seinen Vorwerken Karlshof und Nutzberg im Landkreis Cottbus von seinem in diesem Jahr verstorbenen Vater. 1902 ehelichte er in Groß Peterwitz Elise Anna Theodora, Gräfin von Limburg-Stirum (1867–1953), Tochter von Graf Friedrich zu Limburg-Stirum. Gemeinsam hatten sie fünf Kinder: Henriette (1902–1994), August Sylvius (1903–1986), Adrian (1905–1945), Carl (1906–1941) und Heinrich (1912–1942).
August von Pückler war Landrat im Landkreis Hirschberg im Riesengebirge und später preußischer Oberpräsidialrat in Posen. Am 15. April 1918 übernahm er als Nachfolger von Carl von Fidler die Amtsgeschäfte als Regierungspräsident in Erfurt. Am 18. Mai 1920 wurde er in den einstweiligen Ruhestand versetzt und Fritz Tiedemann wurde zu seinem Nachfolger ernannt. Seitdem lebte er als Herr auf Branitz. Branitz hatte kurz vor der großen Wirtschaftskrise um 1929/1930 eine Größe von 712 ha, das Rittergut Kahren 689 ha.
August Graf Pückler war Rechtsritter im Johanniterorden, dann Ordensschatzmeister und Ehrenkommendator der Schlesischen Provinzial-Genossenschaft des Ordens. Einflussreiche Unterstützung fand er hier in Jenö von Egan-Krieger und dem Ehrenkommendator August von Cramon.